# Časopis Národního Muzea v Praze, Řada Prírodovĕdná
Časopis Národního Muzea v Praze, Řada Prírodovĕdná (abreviado Čas. Nár. Muz. Praze, Rada Přír.) fue una revista con ilustraciones y descripciones botánicas que fue editada en Praga. Se publicaron los números 146-158, en los años 1977-1989. Fue precedida por Časopis Národního Musea. Oddíl přírodovědný  y reemplazada por Časopis Národního Muzea. Rada Přírodovědna. 